# La Conner (Washington)
La Conner es un pueblo ubicado en el condado de Skagit en el estado estadounidense de Washington. En el año 2000 tenía una población de 761 habitantes y una densidad poblacional de 674,4 personas por km².

## Geografía
La Conner se encuentra ubicada en las coordenadas 48°23′26″N 122°29′44″O / 48.39056, -122.49556.

## Demografía
Según la Oficina del Censo en 2000 los ingresos medios por hogar en la localidad eran de $42.344, y los ingresos medios por familia eran $52.083. Los hombres tenían unos ingresos medios de $40.047 frente a los $26.875 para las mujeres. La renta per cápita para la localidad era de $24.308. Alrededor del 11,8% de la población estaban por debajo del umbral de pobreza.